# 川上氏櫧合位節蜱
川上氏櫧合位節蜱（学名：Cosella castanopiae）为節蜱科合位節蜱屬下的一个种。